# Elektryczne sterowanie lusterek

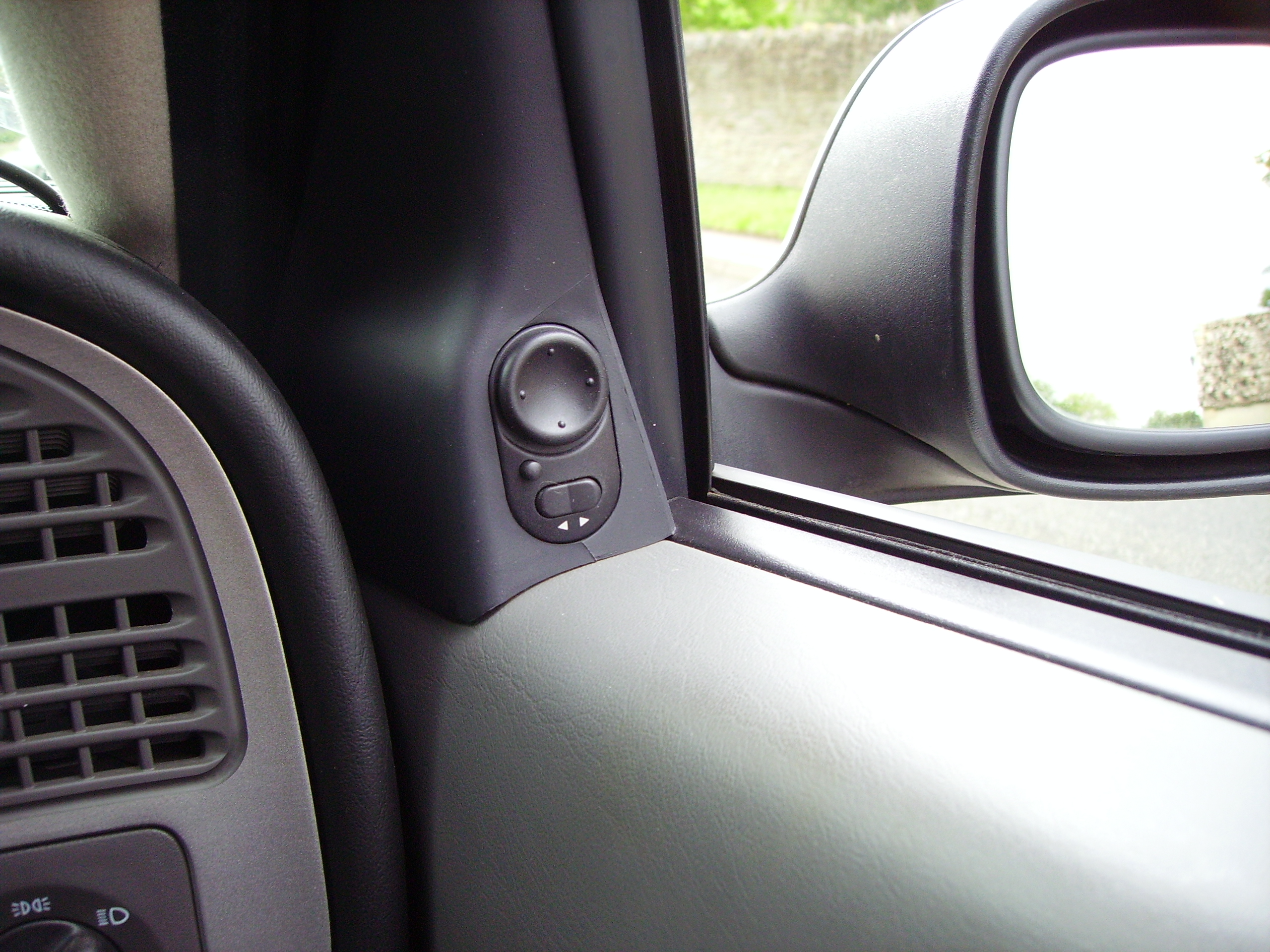
Przyciski (na drzwiach) elektrycznego sterowania lusterek

Elektryczne sterowanie lusterek (bocznych) – rozwiązanie techniczne stosowane obecnie we współczesnych pojazdach mechanicznych/samochodach (osobowe, terenowe, ciężarowe itp.), które umożliwia właściwe ustawienie lusterek bocznych (zewnętrznych) dla potrzeb kierowcy bez użycia siły ludzkich rąk (tzn. ruch korby regulacyjnej) i pomocy drugiej osoby (od strony pasażera). Umożliwia ponadto składanie lub rozkładanie lusterka; sterowanie lusterkami odbywa się za pomocą przycisków.

## Opis działania
Szkła obu lusterek (obecnie stosowane są lusterka sferyczne lub asferyczne dla zminimalizowania tzw. martwego pola) są regulowane za pomocą niewielkich silników prądu stałego z możliwością ruchu w lewo i prawo. Ruch ten wynika z kierunku przepływu prądu roboczego.
Ruch obrotowy silników przekształcany jest na ruchy kątowe obu lusterek za pomocą ślimacznicy i śruby regulacyjnej.
Ruch kątowy odbywa się w płaszczyźnie poziomej i pionowej.

## Elementy składowe
- śruba regulacyjna z czopem
- ślimacznica
- koło przekładni
- mechanizm składania lusterka
- silnik do przestawienia lusterka w płaszczyźnie pionowej i poziomej

W przypadku awarii układu elektrycznego lusterka boczne mogą być ręcznie przestawione (wymaga to jednak użycia właściwej siły fizycznej, aby nie uszkodzić mechanizmu); w przeciwnym przypadku konieczna jest wymiana całego lusterka.

## Objaśnienia
- lusterko sferyczne – szkło wykonane w kształcie wycinka kuli
- lusterko asferyczne (łamane) – skrajna część zwierciadła nachylona pod ostrzejszym kątem niż pozostała